# Kachidoki View Tower
La Kachidoki View Tower (勝どきビュータワー) est un gratte-ciel construit à Tokyo de 2007 à 2010 dans le district de Chuo-ku. Il mesure 193 mètres de hauteur sur 55 étages et abrite des bureaux et des logements.
L'architecte est la société Obayashi Corporation
La surface de plancher de l'immeuble est de 86 900 m2.